# Livilla monospermae
Livilla monospermae är en insektsart som beskrevs av Hodkinson 1990. Livilla monospermae ingår i släktet Livilla och familjen rundbladloppor. Inga underarter finns listade i Catalogue of Life.